# Stenopogon brookmani
Stenopogon brookmani là một loài ruồi trong họ Asilidae. Stenopogon brookmani được Wilcox miêu tả năm 1971. Loài này phân bố ở vùng Tân Bắc giới.